# 전희자
전희자(본명: 전이연, 1960년 6월 15일~)은 대한민국의 여자 한국무용가, 한양춤길 대표, '송화영류 전희자 한양교방춤전승원' 원장

## 생애
전희자는 1960년 6월 15일 강원도 삼척시에서
태어났고, 한양대학교 무용학과를 졸업, 경기대학원 공연예술학부 무용극(석사)을 졸업하였다.
자녀는 슬하3녀가 있으며 딸 모두 결혼을 하였고
'송화영류 전희자한양교방춤 전승원'에서 한국무용을 가르치고 있다.

## 경력
- 한양춤길 / 송화영류 전희자 한양교방춤 전승원 원장
- 국가무형문화재 제97호 이매방류 살풀이춤 이수자
- 국가무형문화재 제27호 이매방류 승무 전수자
- 푸른버들 (故)송화영류 교방예악전승원 조교 및 사사
- (故)박병천(국가무형문화재 씻김굿보유자)에게 진도북춤 사사
- 경기대학교 대학원 공연예술학과 무용극 석사
- (사)한국국악협회 서울특별시지회 광진구지부 지부장
- (재)광진문화재단 이사
- (사)우봉 이매방춤보존회 이사
- (사)우리춤협회 이사
- 광진문화원 무용분과 위원장
- 제5회 전국국악제전 명무부 대상 (국회의장상 수상)
- 2013.12 서울특별시장 표창
- 2005, 2009 광진구청장 표창
- 2010.2 세종대학교 경영전문대학원 최고영예상 수상

## 학력
- 삼척여자고등학교 (졸업)
- 한양대학교 무용학과 (졸업)
- 경기대학교 예술대학원 공연예술학부 무용극학과 전공 (졸업)